# 灰脸鹟莺
灰脸鶲莺（学名：Phylloscopus poliogenys）为鶲科鶲莺属的鸟类。在中国大陆，分布于云南等地。该物种的模式产地在印度。